# Irina Korschunow

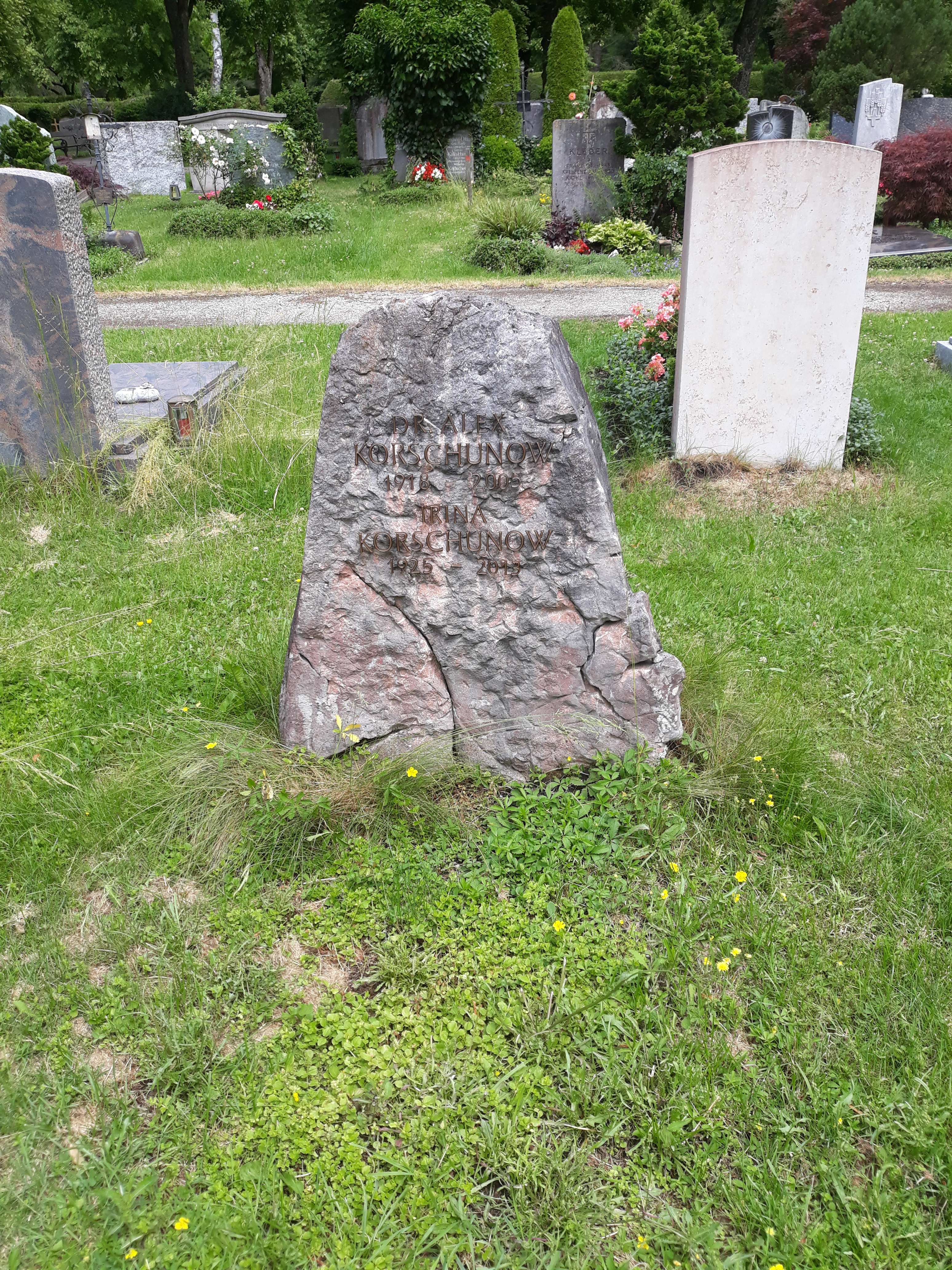
Das Grab von Irina Korschunow und ihrem Ehemann, dem Geophysiker Alex Korschunow, auf dem Waldfriedhof Gauting

Irina Korschunow (* 31. Dezember 1925 in Stendal; † 31. Dezember 2013 in München) war eine deutsche Schriftstellerin.

## Leben
Korschunow war das Kind des Russen Peter Masterow und seiner deutschen Frau Paula und wuchs in Stendal auf. Zur Zeit des Nationalsozialismus geriet sie aufgrund der Herkunft ihres Vaters in die Rolle einer Außenseiterin. Nach dem Zweiten Weltkrieg ging sie 1949 nach Göttingen, um dort und später an der LMU München Germanistik, Anglistik und Theaterwissenschaften zu studieren.
1954 heiratete sie in München den Geophysiker Alex Korschunow (1918–2005), 1960 wurde Sohn Nikolai geboren. Ihren Lebensabend verbrachte die Schriftstellerin im Pflegeheim der Inneren Mission in München. Dort stürzte sie am 23. Dezember 2013 schwer, verstarb eine Woche später im Krankenhaus. Korschunow war Autorin zahlreicher Kinder- und Jugendbücher, Romane und Drehbücher. Für ihre Werke wurde sie unter anderem mit dem Tukan-Preis (1977), dem Zilveren Griffel (1985), dem Roswitha-Preis (1987), dem Günther-Klinge-Kulturpreis (2001) und dem Hertha-Koenig-Literaturpreis (2004) ausgezeichnet. Sie war Mitglied im PEN-Zentrum Deutschland.
Korschunows Romane für Erwachsene lassen sich in zwei Schaffensphasen unterteilen. Während sie sich in Glück hat seinen Preis, Der Eulenruf, Malenka und Fallschirmseide (1983–1990) mit der neueren deutschen Geschichte und in abstrahierendem Sinne auch mit ihren Erlebnissen in der Vor- und Nachkriegszeit auseinandersetzte, thematisierte sie in ihrem späteren Œuvre (Das Spiegelbild, Ebbe und Flut, Von Juni zu Juni, Das Luftkind, Langsamer Abschied; 1992–2009) literarische Stoffe weitgehend frei von autobiographischen Bezügen. So entstanden epische Romane, erzählt in dem für Korschunow so charakteristischen Stil, „bedächtige Sprache, wenig Ausschmückung, selten emotionale Ausschweifung. Der Ton unprätentiös, fließend“. Sie lebte mit Ihrer Familie zunächst in Gauting, zog dann nach Grafrath und später wieder zurück nach Gauting.

## Werke (Auswahl)

### Kinderbücher
- Der bunte Hund, das schwarze Schaf und der Angsthase (1958)
- Die Wawuschels mit den grünen Haaren (1967)
- Neues von den Wawuschels mit den grünen Haaren (1969)
- Der Zauberstock des Herrn M. M., Thienemann, Stuttgart 1971, ISBN 978-3-522-11660-2
- Duda mit den Funkelaugen (1974)
- Wenn ein Unugunu kommt (1976)
- Eigentlich war es ein schöner Tag. Tinas aufregende Erlebnisse (1977)
- Hanno malt sich einen Drachen (1978)
- Tim und Großvaters Pferd (1979)
- Deshalb heiße ich Starker Bär (1981), als Ravensburger Taschenbuch: Mit Illustrationen von Hansjörg Langenfass, Otto Maier Verlag, Ravensburg, 1983, ISBN 3-473-38883-1.
- Der Findefuchs. (1982)
  - in dtv junior Schreibschrift: Der Findefuchs. Wie der kleine Fuchs eine Mutter bekam, mit Bildern von Reinhard Michl. dtv, München 1983, ISBN 3-423-07521-X.
- Fränzchen Dudel sucht einen Schatz, mit Zeichnungen von Sandy Nightingale. Parabel Verlag, Schwäbisch Hall 1985, ISBN 3-7898-0245-X.
  - Originaltext Hamnet and the Pig Afloat von Tony Nightingale, Zeichnungen von Sandy Nightingale. Pumkin Press, London 1983.
- Kleiner Pelz (1984)
- Töktök und der blaue Riese (Neuauflage 1985)
- Kleiner Pelz will größer werden (1986)
- Wuschelbär (1990)
- Steffis roter Luftballon (1994)
- Benni und die Mumpshexe mit Bildern von Regina Kehn. Arena Verlag, 1994, ISBN 978-3-401-04495-8.
- Der kleine Clown Pippo (Neuauflage 1996)
- Es muss auch kleine Riesen geben (1997)
- Niki aus dem 10. Stock (Originalausgabe erschien 1973, Neuauflage 1997)

### Jugendbücher
- Die Sache mit Christoph (1978)
- Er hieß Jan (1979)
- Ein Anruf von Sebastian (1981)

### Erwachsenenbücher
- Glück hat seinen Preis, Roman. Hoffmann und Campe Verlag (1983), als dtv-Großdruck-Taschenbuch, München 1988, ISBN 3-455-04006-3.
- Der Eulenruf, Hoffmann und Campe Verlag (1985)
- Malenka, Hoffmann und Campe Verlag (1987)
- Fallschirmseide, Hoffmann und Campe Verlag (1990)
- Das Spiegelbild, Hoffmann und Campe Verlag (1992)
- Ebbe und Flut, Hoffmann und Campe Verlag (1995)
- Von Juni zu Juni, Hoffmann und Campe Verlag (1999)
- Das Luftkind, Hoffmann und Campe Verlag (2003)
- Langsamer Abschied, Roman, Hoffmann und Campe, Hamburg 2009, ISBN 978-3-455-03998-6; als Hörbuch: gekürzte Lesung von Marion Martienzen, Regie Sebastian Reiß, 2 CDs, Hoffmann und Campe, Hamburg 2009, ISBN 978-3-455-30664-4.

## Filmografie
Drehbuch
- 1978: Der Führerschein
- 1980: Der Urlaub
- 1983: Wie es geschah
- 1985: Der Hochzeitstag
- 1988: Michas Flucht